# Claes Deboe
Claes Deboe var en svensk rådman och politiker.

## Biografi
Claes Deboe arbetade som handlande i Torneå 1726. Han blev rådman i staden 1748 och nämns sista gången 1771.
Deboe var riksdagsledamot för borgarståndet i Torneå vid riksdagen 1742–1743 och riksdagen 1751–1752.